# Peter Kossen
Peter Kossen (* 1968 in Wildeshausen) ist ein deutscher römisch-katholischer Priester. Er setzt sich gegen moderne Sklaverei und für faire und würdige Arbeitsbedingungen ein.

## Leben
Peter Kossen wuchs in Rechterfeld, einem Dorf in der Gemeinde Visbek, als zweites von vier Kindern der Eheleute Ida und Georg Kossen auf. Er besuchte in Vechta das Gymnasium Antonianum und bestand 1988 das Abitur. Danach nahm er das Studium der Theologie und Philosophie an der Universität Münster auf. Im Auslandsjahr studierte Kossen 1991 zwei Semester an der Päpstlichen Universität Gregoriana in Rom. Zurück in Münster gehörte er nach seiner Diplomprüfung in Theologie 1993 zum ersten Priesterjahrgang im Bistum, der vor seiner Diakon- und Priesterweihe ein Jahr praktische Erfahrungen in der Gemeindeseelsorge sammeln konnte.
Dieses „Gemeindejahr“ führte ihn in die St. Johannes Pfarrei nach Recklinghausen-Suderwich, wo er auch nach der Diakonenweihe 1995 tätig blieb. Am 26. Mai 1996 empfing Peter Kossen im St. Paulus Dom zu Münster durch Bischof Reinhard Lettmann das Sakrament der Priesterweihe. Als Kaplan leistete er anschließend fünf Jahre priesterlichen Dienst in Nordwalde St. Dionysius, dann drei Jahre in Münster St. Norbert und St. Thomas Morus (jetzt: Katholische Kirchengemeinde Sankt Franziskus in Münster), bevor er 2004 in Emmerich am Niederrhein Pfarrer wurde. Unter seiner Leitung schlossen sich vier ehemals selbständige Kirchengemeinden in Emmerich (St. Christophorus) und drei Landgemeinden (St. Johannes der Täufer) zu neuen größeren Pfarreien und einer Seelsorgeeinheit zusammen.
2011 wechselte Kossen auf Bitten des damaligen Weihbischofs Heinrich Timmerevers als Ständiger Vertreter des Offizials für den niedersächsischen Teil des Bistums Münster, den Offizialatsbezirk Oldenburg, nach Vechta. Dort wurde er auch zum Monsignore und Offizialatsrat benannt. Parallel dazu wurde er Subsidiar in St. Gertrud in Lohne.
Seit 2000 ist Peter Kossen Mitglied des Priesterrats des Bistums Münster. Er war zudem 2013 Vorsitzender des Landes-Caritasverbands Oldenburg. Seit April 2021 ist er zugewähltes Mitglied im Zentralkomitee der deutschen Katholiken (ZdK).
Zum Jahresbeginn 2017 wechselte Kossen als leitender Pfarrer der Pfarrgemeinde Seliger Niels Stensen nach Lengerich (Westfalen). Da er als Mitglied des Leitungsgremiums des Offizialats Vechta nur beschränkt als Seelsorger tätig war, hatte er den Bischof in Münster Dr. Felix Genn gebeten, in die Seelsorge zu wechseln.

## Engagement für eine würdige Arbeitswelt
Kossen prangert unwürdige Bedingungen in der Arbeitswelt an und fordert gerechte Entlohnung aus einer christlichen Überzeugung. Bereits 2013 war er für einen gesetzlichen Mindestlohn von mindestens 8,50 Euro pro Stunde. „Dann haben wir eine Marke, die eingeklagt werden kann.“ Das sei nicht die Lösung aller Probleme, aber es müsse der Grundsatz gelten „gleicher Lohn für gleiche Arbeit am gleichen Ort“ sagte Kossen gegenüber dem ver.di Magazin.
Als Gemeindepfarrer in Emmerich machte er darauf aufmerksam, dass die von der Stadt unterstützte Bremer Lagerhaus Gesellschaft ihre Arbeitsplätze durch Leiharbeitsfirmen vermittele, wovon sich die meisten im Niedriglohnsektor befänden. So müssten trotz Vollzeitbeschäftigung viele Arbeitnehmer noch zusätzlich Sozialleistungen in Anspruch nehmen, um über die Runden zu kommen.

### Arbeitsbedingungen in der Fleischindustrie
Massiv hatte Kossen als Prälat in Vechta die Missstände bei Werkverträgen, Zeitarbeit und Unterbringung vor allem von rumänischen und bulgarischen Arbeitern in der Fleischbranche des Oldenburger Münsterlands kritisiert. Etwa 20.000 Menschen arbeiteten nach seinen Angaben in Nordwestdeutschland mit Werkverträgen, 40.000 als Leiharbeiter (Stand 2015). Sie seien ihren Subunternehmern ausgeliefert, die sie an die Fleischindustrie vermitteln. Ihr Anteil mache in manchen Großschlachthöfen etwa 80 bis 90 Prozent der Belegschaft aus. „Durch das System der Sub-Unternehmer und Werkverträge kommen Drogenhandel, Zwangsprostitution und Menschenhandel mit in die Region. […]. Das sind mafiöse Strukturen, die sich hier allmählich ausbreiten,“ sagte Kossen der Welt 2015. „Unbescholtene Bürger“ hätten kräftig an der Situation der Arbeits-Migranten mitverdient, „wenn abbruchreife Häuser für horrende Preise in Essen, Emstek, Visbek und auch Lohne vermietet werden“, hatte Kossen in einer Predigt in Lohne erklärt. Am meisten verdienten die Zeitarbeitsfirmen. Für die Erzeugung von Fleischprodukten müssten laut Kossen Ehrenerklärungen abgegeben werden, dass dies mit Mindestlohn und Sozialabgaben geschehe.
Kossen wurde daraufhin bedroht: Ihm wurde von Unbekannten ein abgezogenes Kaninchen vor die Türe gelegt. Selbst wertete er es als einen „Gruß aus der Fleischbranche“.
Im Januar 2019 gründete Kossen mit Fachleuten und Engagierten den Verein „Aktion Würde und Gerechtigkeit“, der im Mai 2019 der Öffentlichkeit vorgestellt wurde. Der Verein widmet sich dem Ziel, Arbeitsmigranten bei der Durchsetzung ihrer Arbeitnehmerrechte zu stärken.
Am 9. Mai 2020 protestierte er vor dem Werkstor von Westfleisch im westfälischen Coesfeld gegen menschenunwürdige Arbeitsbedingungen, nachdem der Schlachtbetrieb geschlossen worden war, weil mehr als 100 Beschäftigte, die in einem Massenquartier untergebracht waren, positiv auf das Coronavirus getestet worden waren.

## Auszeichnungen
Am 23. August 2020 erhielt Peter Kossen von Ministerpräsident Armin Laschet den Verdienstorden des Landes Nordrhein-Westfalen.

## Rezeption
Mit seiner gesellschaftskritischen Haltung und seiner „mutigen Kritik“ habe sich Kossen „in der Industrie und auch innerkirchlich nicht nur Freunde“ gemacht, schrieb der Focus 2016. Wolfgang Schorlau fügte 2013 seinem politischen Kriminalroman Am zwölften Tag zwei Predigten Kossens bei.

## Werke
- Domaols un vandage – hebbt sick de Tieden groot änndert?, in: Helmut Lensing/Christof Spannhoff/Bernd Robben (Hrsg.), Wat, de kann Platt? Selbstzeugnisse, Geschichten und Gedichte aus dem Münsterland und dem Osnabrücker Land, Meppen 2021, S. 124–126.